# Journal of Medical Ethics
『Journal of Medical Ethics』（ジャーナル・オブ・メディカル・エシックス、医療倫理学誌）は、医療倫理学の分野を扱う月刊の査読付き学術雑誌。1975年に創刊された。ジャーナルサイテーションレポートによると、本誌は2019年時点で2.021のインパクトファクターを持ち、「Medical Ethics」（医療倫理学）のカテゴリで16誌中4位、「Ethics」（倫理学）のカテゴリで55誌中11位にランクしている。
編集長はジョン・マクミラン（オタゴ大学）が務める。過去にはジュリアン・サヴァレスキュ（オックスフォード大学）（2011年–2018年、2001年–2004年）、ソレン・ホルム（カーディフ大学）とジョン・ハリス（マンチェスター大学）（共同、2004年–2011年）、ギロン・ラーナン（インペリアル・カレッジ・ロンドン、1980年–2001年）、アリスター・キャンベル（エディンバラ大学、1975年–1980年、創刊者）が編集者を務めた。